# Munderkingen
Munderkingen är en stad i Alb-Donau-Kreis i förbundslandet Baden-Württemberg i Tyskland. Folkmängden uppgår till cirka 5 400 invånare, på en yta av 13,07 kvadratkilometer.
Staden ingår i kommunalförbundet Munderkingen tillsammans med kommunerna Emeringen, Emerkingen, Grundsheim, Hausen am Bussen, Lauterach, Obermarchtal, Oberstadion, Rechtenstein, Rottenacker, Untermarchtal, Unterstadion och Unterwachingen.

## Befolkningsutveckling
| Befolkningsutvecklingen i Munderkingen 1975–2015 | Befolkningsutvecklingen i Munderkingen 1975–2015 | Befolkningsutvecklingen i Munderkingen 1975–2015 | Befolkningsutvecklingen i Munderkingen 1975–2015 | Befolkningsutvecklingen i Munderkingen 1975–2015 |
| ------------------------------------------------ | ------------------------------------------------ | ------------------------------------------------ | ------------------------------------------------ | ------------------------------------------------ |
|                                                  |                                                  |                                                  |                                                  |                                                  |
| År                                               |                                                  |                                                  | Folkmängd                                        | Areal (ha)                                       |
| 1975                                             | 1975                                             |                                                  | 4 909                                            | 1 308                                            |
| 1980                                             | 1980                                             |                                                  | 4 858                                            |                                                  |
| 1985                                             | 1985                                             |                                                  | 4 734                                            |                                                  |
| 1990                                             | 1990                                             |                                                  | 4 849                                            |                                                  |
| 1995                                             | 1995                                             |                                                  | 5 206                                            |                                                  |
| 2000                                             | 2000                                             |                                                  | 5 055                                            |                                                  |
| 2005                                             | 2005                                             |                                                  | 5 099                                            |                                                  |
| 2010                                             | 2010                                             |                                                  | 4 912                                            |                                                  |
| 2015                                             | 2015                                             |                                                  | 5 119                                            |                                                  |
|                                                  |                                                  |                                                  |                                                  |                                                  |